# Bingham Ray
Bingham Ray (Bronxville, 1 de outubro de 1954 — Utah, 23 de janeiro de 2012) foi um empresário de cinema norte-americano.